# Massive open online course

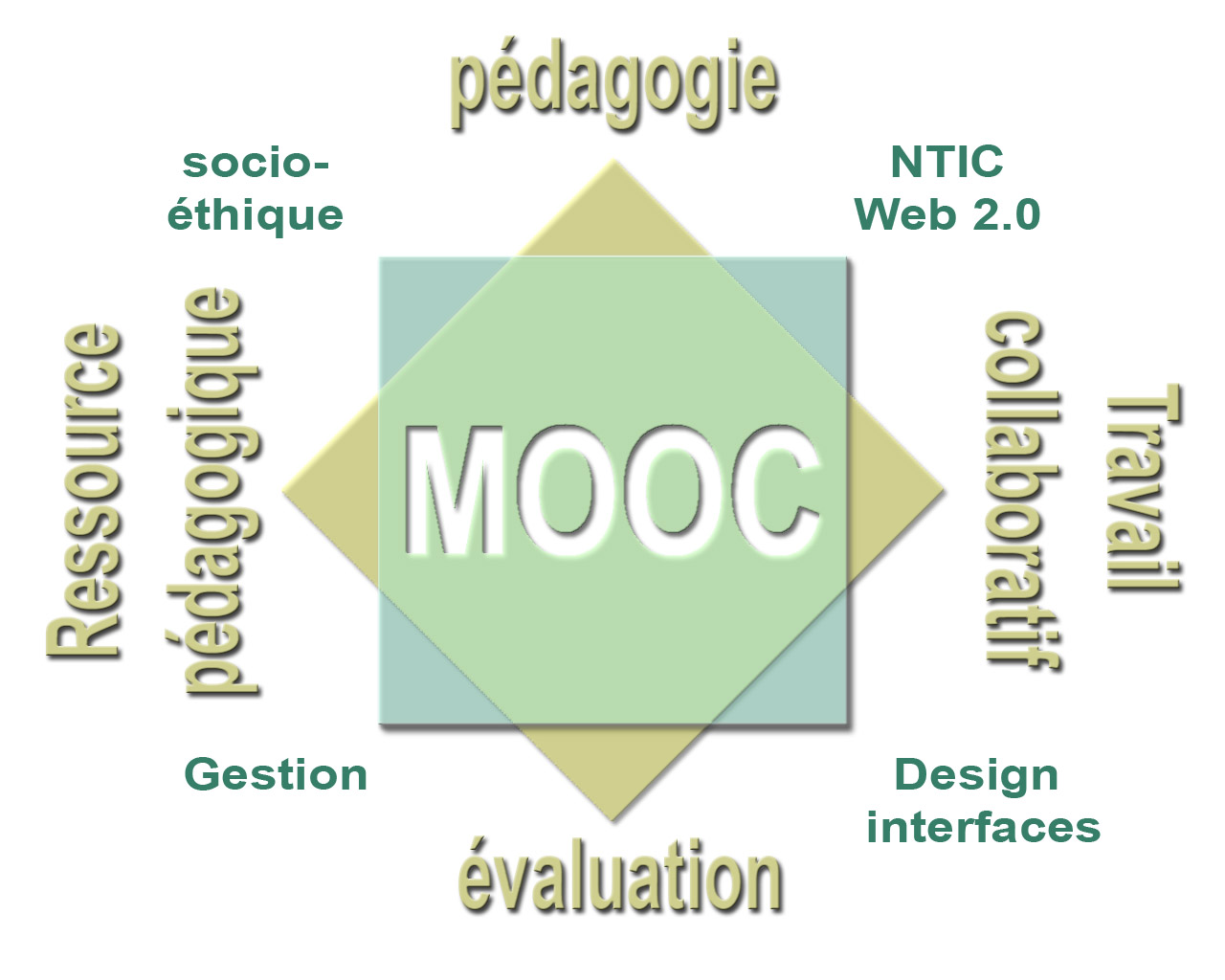
Schéma présentant huit concepts-clé d'un MOOC connectiviste, concernant la relation pédagogique (en beige) et les cadres techno-organisationnel et éthique (en bleu).

Pour un article plus général, voir Formation en ligne.
Un MOOC (/muk/ , acronyme formé des initiales de massive open online course, en français cours en ligne ouvert à tous ou CLOT, ou encore cours en ligne ouvert massivement ou CLOM,) est un type ouvert de formation à distance capable d'accueillir un grand nombre de participants. L'appellation MOOC est passée dans le langage courant en France ; elle est désormais reconnue par les principaux dictionnaires. En 2016, Mélanie Ciussie et Michel-Henry Bouchet estimaient à environ un million le nombre de MOOC, déjà produits, surtout créés aux États-Unis (pour 80 % environ), et suivis dans les deux tiers des cas par des « étudiants » de 28 ans en moyenne, ayant déjà un niveau licence.
Les participants aux cours, enseignants et élèves, sont dispersés géographiquement et communiquent uniquement par Internet. Des ressources éducatives libres sont souvent utilisées. Dans le monde anglophone, il peut arriver que plus de 100 000 personnes soient réunies pour un cours.

## Dénomination

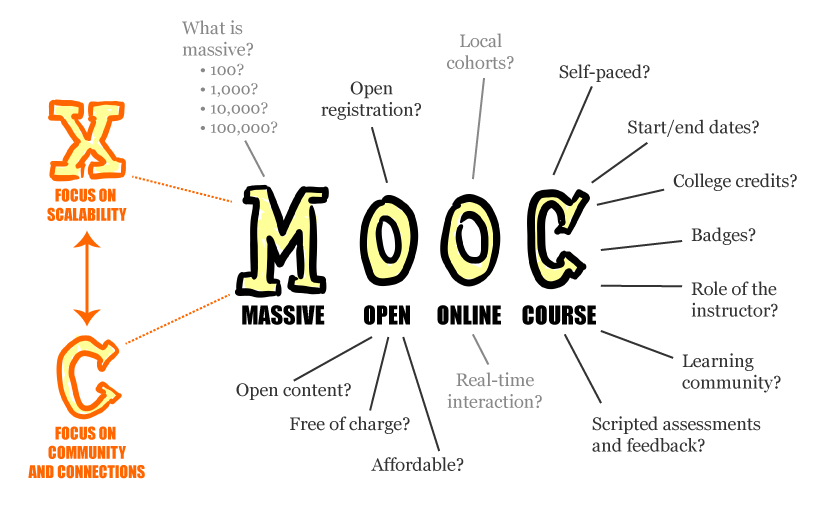
Poster anglophone titré « MOOC, every letter is negotiable », (« MOOC, chaque lettre est négociable »), explorant le sens de chaque lettre de l'acronyme MOOC.

Diverses appellations sont utilisées en France : MOOC principalement, mais aussi cours en ligne ouvert et massif, (CLOM) ou cours en ligne ouvert aux masses (en anglais : massive open online course, MOOC).
La Commission d'enrichissement de la langue française et l’Office québécois de la langue française recommandent les traductions « cours en ligne ouvert à tous » (CLOT) ou « cours en ligne ouvert massivement » (CLOM),.
L'acronyme « MOOC » rentre dans Le Petit Robert 2015 et Le Petit Larousse 2016.

## Éléments de définition
Il existe deux grands types de cours en ligne ouverts et massifs : les xMOOC qui visent à valider les compétences acquises en délivrant un certificat de réussite et les cMOOC dont les objectifs d’apprentissage sont ouverts et dont les participants créent dans une large mesure le contenu. Ces cMOOC sont fondés sur la théorie de la connectivité et sur une pédagogie ouverte, qui s'appuient sur des réseaux de contenus et d'individus.

### Types
En juillet 2012, une typologie des MOOC a été proposée par Stephen Downes reprise par George Siemens dans un article.
|                                         | xMOOC : issu des cours traditionnels                                | cMOOC : issu de l'approche connectiviste                                                              |
| --------------------------------------- | ------------------------------------------------------------------- | --- |
| Modèle pédagogique                      | Classique : Cours - exercices – contrôle des connaissances acquises | Connectivisme                                                                                         |
| Connaissance                            | Préparée avant le cours – déclarée                                  | Distribuée – générée                                                                                  |
| Cohérence                               | Donnée par l'enseignant                                             | Construite par les participants                                                                       |
| Objectifs d'apprentissage               | Défini par l'enseignant et le programme                             | Défini par chaque participant pour lui-même                                                           |
| Apprendre                               | Suivre le cours                                                     | Navigation, établir des connexions                                                                    |
| Ressources                              | Définies dans le cours                                              | Agrégées par les participants, abondance                                                              |
| Importance de l'échange entre pairs     | Faible à moyenne                                                    | Fondamentale                                                                                          |
| Interactions                            | Forum sur le site du cours                                          | Distribué, partant d'un portail, chaque participant peut utiliser Twitter, son blog…                  |
| Synchronisation par                     | Déroulé du cours et instructeur                                     | Interactions entre participants, thème de la semaine, point de rencontres (vidéoconférence en direct) |
| Résonance                               |                                                                     | Entre pairs                                                                                           |
| Encourager autonomie et auto régulation |                                                                     | Maîtrise de e-compétences                                                                             |
| Domaine d'apprentissage                 | Disciplinaire, lié à un cours universitaire                         | Thématique centrale, mais ouvert et interdisciplinaire                                                |
| Évaluation du succès                    | Délivrance d'un certificat de réussite                              | Auto-évaluation de l'apprentissage                                                                    |

D'autres typologies ont été proposées, par exemple pour ajouter un troisième type de MOOC tourné vers un projet par équipes et par projet. On a alors trois catégories de MOOC, selon ce qu'ils mettent en avant : le réseau des apprenants (Network-based), le travail d'équipe (Task-based) ou le contenu (Content-based).

### Les fondements des Mooc

#### Ressources éducatives libres
La notion de ressources éducatives libres est une initiative de l'Unesco. Les technologies de l'information et de la communication sont intégrées dans les programmes pédagogiques pour démocratiser l'accès aux savoirs dans une société de la connaissance.
Le Mooc est une ressource ouverte. La formation est en ligne, accessible gratuitement et sans discrimination via le Web. Le critère massif traduit l'accès à un éventail large de cours ainsi que la mobilisation d'un public très large.
Ces ressources éducatives permettent de suivre des cours de n'importe quel lieu et quand ils sont disponibles, ce qui les distingue de la formation en présentiel et de la formation en ligne classique.

#### Une communauté collaborative
La dimension de partage, d'échange et d'interaction est assurée par des outils du Web 2.0. Le Mooc combine un ensemble de médias sociaux pour impliquer le participant aux activités pédagogiques. Il s'agit d'agréger la collaboration d'un public hétérogène et géographiquement distribué autour d'un sujet commun et inhérent au Mooc. Le forum est le dispositif conversationnel présent dans la majorité des Mooc.
Il permet de se présenter à l'équipe pédagogique et aux autres bénéficiaires du cours. Néanmoins, les initiatives qui intègrent des outils libres, orientés contenus, des réseaux sociaux dits affinitaires se multiplient. Le Mooc s'oriente vers une plate-forme collaborative de construction contextualisée des savoirs.

#### La scénarisation des activités pédagogiques
Un Mooc est une session de formation qui a une durée et une temporalité. Les équipes pédagogiques organisent des activités d'apprentissages pour fixer les objectifs de la formation. Des thématiques d'enseignements hebdomadaires sont proposées aux participants. En amont, ce pilotage permet de baliser le parcours d'apprentissage du bénéficiaire. Différents outils sont exploités pour harmoniser les enseignements et le numérique. D'une manière générale, les vidéos sont combinées à des contenus en ligne et un quiz valide chaque module hebdomadaire.

### Plates-formes logicielles
Cette section ne s'appuie pas, ou pas assez, sur des sources secondaires ou tertiaires indépendantes du sujet.

Pour l'améliorer, ajoutez-en, ou placez des modèles {{Source secondaire souhaitée}} ou {{Source secondaire nécessaire}} sur les passages mal sourcés. (mars 2022)
Début 2013, trois catégories de plates-formes logicielles hébergeant des MOOC existent :
1. celles qui ont directement été conçues pour être des MOOC et sont portées par des entreprises ou des fondations Coursera, Udacity, edX, FutureLearn[21]. Ces plates-formes sont réservées aux universités les plus connues ;
2. celles qui sont portées par des entreprises proposant au départ des LMS aux institutions d'enseignement, comme Canvas Network et CourseSites by Blackboard et qui les ont adaptées pour passer au « massif ». Au contraire des précédentes, leur stratégie est de mettre les MOOC à la portée de toutes les universités, afin de permettre l'émergence d'une offre plus large et ainsi aux meilleurs cours d'émerger sur la base du mérite[22] ;
3. les plateformes de logiciels libres, qu'il faut installer soi-même : Chamilo LMS, Moodle[23], Course Builder de Google, qui utilise Google Apps, Sakai CLE, développée par la fondation Apereo et utilisée par les MOOC UvA et Edulib, OpenMooc animé par UNED Abierta, l'université ouverte espagnole, Class2Go[24] ou la version open source de Canvas. Le code-source d'EdX a également été libéré en juin 2013. Claroline Connect dont l'originalité est de fournir aux enseignants comme aux apprenants les mêmes outils, permettant de développer des Mooc sur tout le spectre connu, du xMooc au cMooc. En octobre 2013, le Mooc elearn² « se former en ligne pour former en ligne » animé par Marcel Lebrun et Christophe Batier, fut le premier Mooc expérimental déployé sur la plate-forme Claroline Connect. Wikiversité en français héberge des MOOC du Centre national d'enseignement à distance depuis 2016.

## Historique
En septembre 2012, le premier MOOC francophone est un MOOC « Internet, tout y est Pour Apprendre » (ITyPA). Les premiers CLOM / MOOC de type xMOOC en Francophonie furent l'initiative de HEC Montréal à l'automne 2012. Recrutant à partir de début janvier 2013, le MOOC « ABC de la gestion de projet » de l'École centrale de Lille est le premier xMOOC en France : il délivre un certificat en cas de réussite et inaugure de nombreuses innovations : trois parcours individuels ou par équipe, modules de spécialisation, recherche sur l'évaluation par les pairs.
En 2016, il y aurait environ un million de MOOC, surtout produits aux États-Unis (80 % environ), avec des résultats qui restent relatifs en termes de démocratisation culturelle puisque les deux tiers des participants à ces MOOC — âgés de 28 ans en moyenne — sont déjà diplômés au niveau de la licence.

### En France
Certains sites, tels que netprof.fr, proposent depuis plusieurs années des tutoriels en vidéos. Acteur historique de la formation en ligne aux nouvelles technologies, le Site du Zéro (depuis renommé OpenClassrooms) propose de son côté des tutoriels rédigés par une communauté de membres.
Les premiers MOOC français apparaissent en 2012 avec le MOOC ITyPA de Télécom Bretagne et l'École centrale de Nantes ainsi que le premier MOOC certificatif de gestion de projet de l'École centrale de Lille. Depuis on constate une augmentation régulière du nombre de formations proposées. Trois profils se distinguent : ceux qui proposent leurs cours sur Coursera, ceux qui vont vers France Université Numérique et les indépendants. À noter que dans les indépendants, on trouve notamment HEC Paris, qui est la première école de commerce française à avoir lancé son programme de formation en ligne.
En octobre 2013, le gouvernement français a annoncé la mise en place de France université numérique (FUN), une plate-forme encadrée par le ministère de l'Enseignement supérieur. En janvier 2014, les premiers MOOC sont disponibles (une vingtaine au lancement). Depuis, l'offre a triplé avec une soixantaine de cours.

#### Cours français sur Coursera
Dès septembre 2013, l'École polytechnique a mis en place plusieurs cours sur Coursera.
En janvier 2014, HEC Paris propose sur Coursera un MOOC sur l'Union européenne, permettant à chacun de connaître les fondements de l'UE en vue des élections européennes de 2014.

#### Cours proposés sur OpenClassrooms
OpenClassrooms propose depuis 2013 des MOOC sur le développement informatique, l'entrepreneuriat, la communication et le marketing.
Tous les MOOC font l'objet d'une co-conception entre l'auteur et un ingénieur pédagogique d'OpenClassrooms. Les auteurs peuvent être selon les cas des passionnés ou des professionnels.

#### Cours proposés sur FUN MOOC
FUN est une plateforme numérique de formation à distance, mise en place par le ministère de l'Éducation nationale, de l'enseignement supérieur et de la recherche.
En janvier 2014, Télécom Bretagne et l'Institut Mines-Télécom proposent leurs premiers MOOC sur FUN. Il y a un cours sur la fabrication numérique (impression 3D, Arduino), un autre sur les réseaux de données, et un cours d'introduction aux réseaux cellulaires (réseaux mobiles GSM, 3G, LTE).
L'université Paris 1 Panthéon-Sorbonne a proposé plusieurs cours sur différents aspects du droit, notamment un sur le droit des entreprises.
En mars 2014, le groupe INSA a proposé son premier MOOC, une introduction à HTML5 (centrée sur l'animation et les jeux). Il était assuré principalement par Jean-Yves Plantec de l'INSA Toulouse.
Le Conservatoire national des arts et métiers (CNAM) a proposé plusieurs cours sur FUN. L'un d'eux, un cours de management de Cécile Dejoux, a été suivi par 36 000 personnes, ce qui en fait le quatrième MOOC français le plus suivi derrière le MOOC Atelier RGPD de la CNIL ayant accueilli plus de 41 000 inscrits en 2019, le MOOC de l'AFPA sur les techniques de base de la cuisine ayant accueilli plus de 53 000 inscrits en 2016,, et le MOOC SecNumAcadémie de l'ANSSI sur la cybersécurité ayant accueilli plus de 53 000 inscrits en 2017. En 2019, le MOOC SecNumAcadémie comptabilise plus de 100 930 usagers inscrits. Les MOOC SecNumAcadémie et Atelier RGPD ont été co-développés par Onlineformapro.
En vue de l'interdiction de l'utilisatione des nombreux produits phytosanitaires chimiques de synthèse à partir du 1er janvier 2019, pour les jardins, les espaces végétalisés et les infrastructures (JEVI), « le MOOC Santé des plantes: de l’observation au diagnostic » a été lancé à l'automne 2017 par la Société Nationale d’Horticulture de France, avec l’appui d’Agrocampus Ouest et de nombreux intervenants et partenaires, dont l’Inrae, AgroParisTech et Montpellier Sup Agro, membres d’Agreenium.

#### Cours proposés sur sillages.info
En mars 2014, l'initiative sillages.info, fondée par Nathalie Van de Wiele, soutenue par la Conférence des grandes écoles, associant les Universités numériques thématiques AUNEGe, Unisciel et UOH, se lance dans la production de MOOC dans le cadre de ses actions pour l'ouverture sociale et internationale de l'accès aux grandes écoles de toutes filières. Ces MOOC ont la particularité d'être libres et gratuits, d'être ouverts toute l'année et de ne pas nécessiter d'inscription.
A ce jour, sept MOOC sillages.info sont disponibles sur les sites d’Unisciel et UOH, sous licence Creative Commons : langues anciennes (latin pour débutants et grec ancien pour débutants, version grecque), grammaire, égalité femmes-hommes, informatique (programmation en Python pour débutants, bases de données relationnelles). Ce que valorise le Ministère de l'Enseignement supérieur et de la Recherche.

#### Cours proposés par Pôle Emploi
Depuis avril 2015, Pôle emploi propose quatre « MOOC pour l'emploi » : « Construire son projet professionnel » ; « Organiser sa recherche d’emploi, trouver des offres qui me correspondent » ; « Réaliser un CV et une lettre de candidature » ; « Préparer un entretien d’embauche et ses relances employeurs ». Au mois de mai, plus de 10 000 demandeurs d'emploi s'étaient inscrits sur ces MOOC qui visent d'une part à faciliter la recherche d'emploi, en adéquation avec les offres du marché, d'autre part à faire gagner du temps pour l'échange entre le demandeur d'emploi et son conseiller, l'échange se faisant directement par internet. Des modules avec vidéos sont animés par Fabien Beltrame, responsable du département orientation professionnelle et formation à Pôle emploi.

#### Solutions indépendantes
En septembre 2012, « Internet, tout y est Pour Apprendre » (ITyPA) a été le tout premier MOOC français, sur l'apprentissage collaboratif. Il s'agit d'un MOOC connectiviste qui n'a pas délivré de certificat.
Le MOOC « ABC de la gestion de projet » de l'École centrale de Lille créé par Rémi Bachelet et une équipe de bénévoles est le premier MOOC en France à délivrer un certificat en cas de réussite. Il y a en fait trois MOOC avec des parcours et des certificats différents : classique, avancé, par équipe. Il regroupe 3 500 inscrits à son démarrage en avril 2013, pour des taux de réussite de 50 à 78 %, selon les certificats. Deux sessions s'ouvrent chaque année depuis la première édition, de sorte qu'il reste le MOOC francophone le plus important en nombre d'éditions et d'apprenants (il a délivré plus de 43 000 attestations et 35 000 ECTS via l'examen surveillé), le MOOC GdP16 ouvrant en septembre 2020.
En mai et juin 2013, France Télévisions propose un MOOC sur la philosophie sur le site Francetv éducation. Il s'agit du premier MOOC français à destination des élèves du secondaire, pour réviser les notions au programme de philosophie du baccalauréat 2013,.
L'Université Lille 1 a proposé un MOOC Arithmétique : en route pour la cryptographie en octobre-novembre 2013 sur la plate-forme Canvas.
En novembre 2013, l'EM Lyon a lancé la première édition de son MOOC sur l'effectuation, sur la plate-forme Unow.
En mai 2014, la France Business School a organisé son premier MOOC consacré à la pensée design (design thinking), hébergé sur une plate-forme dédiée : « MOOC Pensée Design ».
De mai à juillet 2014, Grenoble École de management propose un MOOC intitulé « Penser Global » sur le thème de la géopolitique, une des spécialités de l'école, sur la plate-forme Unow.
En février 2016, l'Afpa ouvre sa plateforme de Mooc avec pour objectif de servir l'intérêt général en mettant l'accent sur la formation professionnelle. L'Afpa propose le Mooc « 101 techniques de base de la cuisine » qui est alors le premier Mooc français conjuguant à la fois les cibles professionnelles et grand public ; et le premier proposant une formation à des gestes professionnels,,.
En septembre 2016 l'association Tela Botanica , dans le cadre de sa mission d’aider à l'acquisition des connaissances en botanique, lance une initiation à la connaissance des plantes. Après ce premier MOOC Botanique , une suite est donnée avec une nouvelle "initiation" en mars 2018, qui est maintenue les années suivantes.

### Au Québec
En 2012, HEC Montréal lance la plate-forme EDUlib, créée pour mettre en place des CLOM en français. En novembre 2012, le premier cours de cette plate-forme est lancé. Il s'agit de Problèmes et politiques économiques : les outils essentiels d'analyse, d'une durée de 6 semaines.
En 2014, l'Université TÉLUQ a réalisé deux CLOM en français, sur la plateforme Open edX, l'un sur la conciliation travail-famille et l'autre sur l'Introduction à l'histoire politique du Québec. Les deux cours ont été diffusés du 24 octobre au 12 décembre 2014 et plus de 5 000 étudiants s’y étaient inscrits.
En 2014, l'Université Laval annonce la création du MOOC « Développement Durable - Enjeux et trajectoire », qui débutera en février 2015. Entièrement en ligne et gratuit, ce programme d'une durée de 7 semaines est le premier MOOC offert par l'Université Laval.
En 2015, l'Université du Québec à Trois-Rivières (UQTR) a offert en mars un premier cours en ligne ouvert aux masses (CLOM) d'une durée de 5 semaines. Intitulé « La littératie financière et fiscale ouverte à tous », ce CLOM portant sur les finances personnelles et la fiscalité a été conçu par les professeurs Nicolas Boivin et Marc Bachand. Environ 6 400 personnes s'y sont inscrites. Outre ce premier cours, l’UQTR a lancé en novembre un deuxième CLOM portant sur la petite enfance. Intitulé « Jouer pour apprendre en petite enfance », le cours a été conçu par les professeurs Mathieu Point et Claude Dugas. À ce jour, plus de 7 500 personnes s’y sont inscrites provenant de plus de 60 pays.

### En Suisse
En octobre 2013 le MOOC Calvin - histoire et réception d'une Réforme est proposé par l'Université de Genève, Faculté autonome de théologie protestante sur Coursera, par Christophe Chalamet et plusieurs collaborateurs, et d'une durée de 5 semaines (cours en français, sous-titres anglais, 3  à   4 heures par semaine).
Début 2013, l'École Polytechnique Fédérale de Lausanne (EPFL) propose un cours intitulé Analyse Numérique pour Ingénieurs, d'une durée de 7 semaines. Le cours démarra le 18 février 2013 (4 à 6 heures par semaine).
En septembre 2013, l'école proposa également le cours Introduction à la programmation orientée objet sur Coursera. Les cinq premiers MOOC sont identiques pour les étudiants EPFL et l'audience en ligne. Il se conclut par un mini-projet d'algorithme imitant PageRank de Google.

### En Israël
En février 2014, le président de l'État d'Israël Shimon Peres a donné un cours en ligne ouvert et massif portant sur l'éducation civique avec une audience de 6 500 participants répartis dans 215 écoles, record homologué par le livre Guinness des records.

### Au Maroc
L'université Cadi Ayyad de Marrakech, début 2013, a mis en place un système de formation à distance en ligne et ouverte à tous, en filmant certains de ses cours et en les diffusant sur internet, afin d'en faire profiter le plus grand nombre d'étudiants en les diffusant sur les portails de l’université. Compte tenu de la difficulté liée à l’accès à l'éducation au Maroc, ceci répond à des besoins précis, notamment à améliorer la réussite des étudiants qui travaillent dans des classes bondées, et à optimiser la ressource professorale[réf. nécessaire].

### Dans les organisations internationales
Dans le cadre de l'initiative Objectif 2030, des sessions de formations en ligne sont organisées par l'Institut de la francophonie pour le développement durable en partenariat avec l'université Senghor d'Alexandrie depuis mars 2017. En 2017, elles ont permis de former 2600 acteurs francophones issus de 99 pays,,.

## Plates-formes techniques

### Plates-formes issues des universités américaines
OpenEdX est la plateforme de MOOC utilisée par le plus d'acteurs différents, dont le code est OpenSource[réf. nécessaire]

### Alternatives
Aux États-Unis, l'entreprise Instructure développe la plateforme Canvas, dont le code est OpenSource.
En Allemagne, la plate-forme Iversity est ouverte en octobre 2013 avec le soutien d'institutions fédérales et régionales, mais aussi de T-Venture, le fonds de capital-risque de la compagnie Deutsche Telekom et d'autres investisseurs. Elle dispense des cours en allemand et en anglais,.
La Commission européenne soutient le projet OpenUpEd porté par l’European Association of Distance Teaching Universities avec l’Open University.

## Certification et problématiques économiques

### Certificats de complétion
Le taux de réussite des (nombreux) étudiants inscrits est faible. Une autre étude réalisée par le MIT et Harvard indique que 5 % seulement des inscrits vont jusqu'au bout de la formation et la valident ; 9 % suivent plus de la moitié du cours, il y a donc un important décrochage qui survient surtout sur les deux premières semaines du cours et se stabilise par la suite. Perte d'assiduité au cours, envie des participants de prendre connaissance du cours ou de certains modules spécifiques sans participer à son évaluation sont des raisons parmi d'autres pouvant expliquer le faible taux de réussite par rapport à un cursus classique en présentiel.
La reconnaissance des crédits universitaires entre en conflit avec le modèle économique de certaines plates-formes MOOC. Par exemple, le contrat utilisateur de Coursera interdit à l'étudiant d'utiliser son certificat dans le cadre des études dans une université, comme on l'a constaté dans une expérience à l'École Centrale de Lille, ce qui conduit à poser la question de la manière dont un MOOC peut être pris en compte dans un cursus : soit en payant Coursera, soit en intégrant le MOOC de manière indirecte.

### Modèle économique des plates-formes
Le freemium permet de conserver des cours en ligne gratuits mais monétiser l’obtention d’une certification, passée dans des centres d’examen agréés ;

## Critiques
Les MOOC qui ont connu un grand essor en France en 2013 et dont le développement est fortement encouragé par la ministre de l'Enseignement supérieur et de la Recherche Geneviève Fioraso n'ont pas suscité uniquement une vague d'adhésion. Des critiques se font entendre dans les milieux universitaires et syndicaux. Les MOOC tiendraient plus du marketing académique que de la pédagogie numérique selon le sociologue Jérôme Valluy pour qui participer à un cours en ligne ouvert et massif d'une grande école ou université n'est qu'un « ersatz de prestations pédagogiques », loin d'avoir le même prestige qu'une formation en présentiel dans ces écoles : « Les certifications qu’elles délivrent ne valent pas, au regard des employeurs, les diplômes délivrés sur la base de formations principales ». L'objectif de réduction des coûts par la diffusion en ligne est également pointé et ne doit pas être le seul objectif au détriment de la qualité du contenu.
Certains craignent que le modèle économique des MOOC qui n'est pas encore abouti et rentable entraîne une privatisation partielle des cours et que la généralisation des cours en ligne (publics ou privés) aboutisse à une mise en concurrence exacerbée des facultés dans un contexte de restrictions budgétaires et d'autonomisation des universités. L'accès différencié au numérique et à l'équipement informatique, l'appauvrissement de l'offre et de la qualité des cours, les problèmes pédagogiques ainsi que l'isolement des étudiants sont autant de sources d'inquiétudes souvent partagées par les détracteurs des MOOC,. Ainsi, l’université de Cambridge estime qu’elle est très loin de considérer les MOOC comme des concurrents et pour l'université d'Oxford, les MOOC ne les poussent pas à changer quoi que ce soit, ajoutant que ces plateformes n’ont rien de révolutionnaire.
Annie Vinokur, Professeur émérite de sciences économiques à l'Université de Paris-Ouest-Nanterre, indique que le développement des MOOC dans les années 2010 est concomitant de la hausse des frais de scolarité dans les universités américaines qui perdent ainsi des étudiants, et par extension de l'argent, au profit des universités publiques (+ 53 % en 2011). Annie Vinokur précise par ailleurs à propos du modèle économique : « Le modèle financier est du type « à deux versants » : d’un côté la gratuité du produit d’appel et de l’autre la promesse de ressources qui proviendraient des premiums (comme la certification payante ou des services annexes), des contrats avec les fournisseurs de manuels en ligne, de la publicité, de la vente aux entreprises d'information sur les participants, du placement des étudiants, etc.). Pour les universités qui souhaitent confier leurs cours à une plate-forme le coût d’entrée est élevé (le coût moyen d’hébergement sur une plate-forme for profit américaine était en 2012 de 50 000 $ par cours), contre la promesse d’une fraction des revenus nets (20 % en moyenne chez Coursera à la même date). ».
Si les MOOC ont initialement suscité un grand nombre d’espoirs car devant révolutionner le monde de l'éducation (démocratisation de l'accès à l'enseignement, renouvellement de la pédagogie), ils « se sont révélés décevants » : taux de rétention moyen compris entre 5 et 10 %, ; la moitié des apprenants n’ont pas l’impression d’avoir acquis les savoirs selon plusieurs enquêtes ; MOOC responsables d'une attention morcelée (décrochages facilités) alors que les cours magistraux produisent « un dispositif socio-technique d’attention conjointe » ; la majorité des apprenants ont déjà un niveau d'éducation supérieur.